# هيرمان بول مولر
هيرمان بول مولر (بالألمانية: Hermann Paul Müller)‏ مواليد 21 نوفمبر 1909 في بيلفلد - الوفاة 30 ديسمبر 1975 في إنغولشتات، ألمانيا الغربية، كان متسابق دراجات نارية ألماني فاز ببطولة سباق الجائزة الكبرى للدراجات النارية. نافس في سباقات بطولة العالم لفئة 500 سي سي ولفئة 250 سي سي ولفئة 125 سي سي ولفئة 50 سي سي.

## البطولات
- سباق الجائزة الكبرى للدراجات النارية 1955

## روابط خارجية
- هيرمان بول مولر على موقع IMDb (الإنجليزية)
- هيرمان بول مولر على موقع Racing-Reference.info (الإنجليزية)
- هيرمان بول مولر على موقع DriverDB.com (الإنجليزية)
- هيرمان بول مولر على موقع MotoGP.com (الإنجليزية)